# Кубок Европы по бегу на 10 000 метров 2013
Кубок Европы по бегу на 10 000 метров 2013 года прошёл 8 июня на городском стадионе в курортном городе Правец (Болгария). Участники разыграли командный приз в соревнованиях у мужчин и женщин.
На старт вышли 58 атлетов из 23 стран Европы, из них 30 мужчин и 28 женщин. Каждая страна могла выставить до 6 человек в каждый из двух командных турниров. Победители определялись по сумме результатов 3 лучших участников.

## Результаты

### Командное первенство
Три зачётных результата для участия в розыгрыше Кубка оказались лишь у двух мужских команд и трёх женских.
| Место | Команда                                                                                          | Время                                       | Общее время |
| ----- | ------------------------------------------------------------------------------------------------ | ------------------------------------------- | ----------- |
| 1     | Италия · Ахмед Эль-Мазури · Стефано Ла Роза · Андреа Лалли · Джанмарко Буттаццо · Стефано Скаини | 28.36,40 28.51,39 29.05,13 (29.37,04) (DNF) | 1:26.32,92  |
| 2     | Испания · Серхио Санчес · Мануэль Анхель Пеньяс · Хосе Эспанья · Алехандро Фернандес             | 28.31,75 29.17,78 29.34,23 (DNF)            | 1:27.23,76  |

| Место | Команда                                                                              | Время                                 | Общее время |
| ----- | ------------------------------------------------------------------------------------ | ------------------------------------- | ----------- |
| 1     | Испания · Соня Бехарано · Худит Пла · Мария Асукена Диас · Мария Елена Морено        | 33.40,35 33.56,98 34.23,57 (DNF)      | 1:42.00,90  |
| 2     | Великобритания · Соня Сэмюелс · Элисон Диксон · Стиви Стоктон                        | 34.00,51 34.03,05 34.03,88            | 1:42.07,44  |
| 3     | Беларусь · Ирина Ананенко · Марина Доманцевич · Ольга Дубовская · Анастасия Дашкевич | 34.04,98 34.09,09 34.49,54 (35.31,20) | 1:43.03,61  |

### Индивидуальное первенство
| Место | Атлет                 | Страна     | Время    |
| ----- | --------------------- | ---------- | -------- |
| 1     | Серхио Санчес         | Испания    | 28.31,75 |
| 2     | Халил Аккаш           | Турция     | 28.31,82 |
| 3     | Ахмед Эль-Мазури      | Италия     | 28.36,40 |
| 4     | Стефано Ла Роза       | Италия     | 28.51,39 |
| 5     | Микаэль Эквалль       | Швеция     | 28.55,87 |
| 6     | Тесама Мугас          | Израиль    | 28.57,84 |
| 7     | Андреа Лалли          | Италия     | 29.05,13 |
| 8     | Мануэль Анхель Пеньяс | Испания    | 29.17,78 |
| 9     | Джамель Башири        | Франция    | 29.18,91 |
| 10    | Жозе Морейра          | Португалия | 29.22,64 |

| Место | Атлет               | Страна         | Время    |
| ----- | ------------------- | -------------- | -------- |
| 1     | Сабрина Моккенхаупт | Германия       | 32.13,64 |
| 2     | Кристель Доне       | Франция        | 32.46,39 |
| 3     | Оливера Евтич       | Сербия         | 32.52,56 |
| 4     | Жофия Эрдельи       | Венгрия        | 33.09,73 |
| 5     | Диана Лобачевская   | Литва          | 33.22,02 |
| 6     | Соня Бехарано       | Испания        | 33.40,35 |
| 7     | Худит Пла           | Испания        | 33.56,98 |
| 8     | Катарина Рибейру    | Португалия     | 34.00,30 |
| 9     | Соня Сэмюелс        | Великобритания | 34.00,51 |
| 10    | Сильвия Данекова    | Болгария       | 34.00,77 |